# I Got a Boy
I Got a Boy er det fjerde studiealbum (det sjette album) med den sydkoreanske pigegruppe Girls' Generation. Det blev udgivet 1. januar 2013 af S.M. Entertainment. Albummet, der indeholder optagelser helt tilbage til 2008, er det første album med hele gruppen efter en fjorten måneders pause.
"Dancing Queen", der er et remake af Duffy-sangen "Mercy", blev udgivet som en pre-release fra albummet den 21. december 2012. Titelnummeret, "I Got a Boy", blev udgivet digitalt den 1. januar 2013. Ifølge Billboard indeholder albummet en "poleret K-pop-blanding", der kombinerer mange forskellige musikalske elementer, såsom 1980'er-new wave, elektronisk dansemusik, og moderne R&B, der vil "mere end tilfredsstille, ikke bare K-Pop fans, men også andre lyttere af populærmusik."

## Numre
Alle sange er på koreansk; titlerne er de tilsvarende engelske titler.
| 1.    | "I Got a Boy"   | Yoo Young Jin                              | Will Simms, Anne Judith Wik, Sarah Lundbäck Bell, Yoo Young Jin         | 4:31 |
| 2.    | "Dancing Queen" | Yoon Hyo-sang, Jessica Jung, Tiffany Hwang | Stephen Andrew Booker, Aimee Ann Duffy, Kenzie                          | 3:35 |
| 3.    | "Baby Maybe"    | Choi Soo-young, Kwon Yuri, Seo Joo-hyun    | Mich Hansen, Jonas Jeberg, Ruth-Anne Cunningham, Victoria Lott          | 3:43 |
| 4.    | "Talk Talk"     | Kim Tae-sung                               | Mason Charlie, Oscar Michael G. Rres, Danny Saucedo                     | 2:46 |
| 5.    | "Promise"       | Mo-ul                                      | Joseph Belmaati                                                         | 3:15 |
| 6.    | "Express 999"   | Kim Jung-bae                               | Kenzie                                                                  | 3:27 |
| 7.    | "Lost in Love"  | Park Chang-hyun                            | Park Chang-hyun                                                         | 4:00 |
| 8.    | "Look at Me"    | Jun Gan-di                                 | Johan Gustafson, Fredrik Häggstam, Sebastian Lundberg, Louis Schoorl    | 3:01 |
| 9.    | "XYZ"           | Kwon Yuri, Seo Joo-hyun                    | Jonathan Yip, Jeremy L. Reeves, Ray Romulus, Victoria Horn              | 3:15 |
| 10.   | "Romantic St."  | Lee Shin-sung, Lee Chan-mi, Sumi           | Matthew Heath, Hailey Collier, DK, Jordan Kyle, Hyuk Shin, Jee Yoon Yoo | 4:00 |
| 35:34 |                 |                                            |                                                                         |      |